# Металлист (футбольный клуб, 2019)
«Металлист» (укр. Футбольний клуб «Металіст») — украинский футбольный клуб из Харькова, основанный в 2019 году под названием «Металл». Выступает в первой лиге чемпионата Украины. Домашние матчи проводит на стадионе «Авангард» в городе Ужгород.

## История названий
- 2019—2021: «Металл»
- с 2021: «Металлист»

## История
Клуб официально был зарегистрирован 10 октября 2019 года вице-президентом киевского «Динамо», бывшим спортивным директором харьковского «Металлиста» Евгением Красниковым. «Металл» не является правопреемником «Металлиста», который был расформирован в 2016 году из-за того, что его последний владелец Сергей Курченко перестал финансировать клуб и отказался продать его другим потенциальным инвесторам, однако фактически считал «Металлист» своим предшественником. Основной задачей нового клуба Красников назвал создание сильной детской футбольной школы.
Руководство клуба сразу после создания команды подало заявку на участие во Второй лиге Украины 2020/21. И, хотя по регламенту клуб может участвовать в профессиональных соревнованиях лишь после участия в любительском чемпионате или кубке, в итоге «Металл» был допущен сразу ко Второй лиге.
Первым главным тренером команды стал Александр Кучер, получивший незадолго до назначения тренерскую лицензию. Помощниками Кучера стали Александр Призетко и Юрий Ушмаев, тренером вратарей — Андрей Дикань, а селекционером — Александр Рыкун. Самыми известными игроками, заявленными за «Металл», стали Руслан Фомин и Сергей Давыдов, кроме того Александр Кучер был заявлен как играющий тренер.
29 августа 2020 года команда стартовала в Кубке Украины и в первом предварительном раунде уступила клубу «ВПК-Агро» из Шевченковки Днепропетровской области со счётом (1:3). Свой первый матч во Второй лиге Украины команда сыграла 5 сентября 2020 года против черкасского «Днепра» (4:0).
В сентябре 2020 года Красников утверждал, что бизнесмен Александр Ярославский никак не связан с ФК «Металл». Весной 2021 года Ярославский заявил, что «Металл» является его проектом, и он хочет возродить бренд «Металлиста», но при этом отказывается погашать долги «Металлиста».
После окончания сезона 2020/21, ФК «Металл» с результатом 20 побед, 2 ничьи, 65 забитых и только 5 пропущенных мячей, занял первое место в группе «Б» и потом в финальном матче обыграл 1:0 «Подолье», став чемпионом второй лиги Украины. После этого ФК «Металл» официально сменил эмблему и название на ФК «Металлист». 4 августа 2021 года президентом клуба официально стал Александр Ярославский, а Евгений Красников перешёл на должность вице-президента.
В июле 2022 года вице-президент «Металлиста» Евгений Красников вместе со спортивным директором клуба Папой Гуйе, главным тренером команды Александром Кучером, его помощником Юрием Ушмаевым, селекционером Жадером да Силва, администратором Александром Пушкарёвым и шестью футболистами (Владимиром Танчиком, Русланом Бабенко, Сергеем Горбуновым, Владиславом Рыбаком, Эдуардом Сарапием и капитаном команды Фаресом Балули) перешли из «Металлиста» в «Днепр-1». Красников назвал этот переход «единственным шансом сохранить ФК „Металлист“».

## Статистика
| Сезон   | Лига                | М       | И  | В  | Н | П | ГЗ | ГП | Очки | Кубок Украины | Примечание |
| ------- | ------------------- | ------- | -- | -- | - | - | -- | -- | ---- | ------------- | ---------- |
| 2020/21 | Вторая лига Украины | 1 из 12 | 22 | 20 | 2 | 0 | 65 | 5  | 62   | 1/64 финала   | Повышение  |
| 2021/22 | Первая лига Украины | 1 из 16 | 20 | 17 | 2 | 1 | 52 | 9  | 53   | 1/4 финала    | Повышение  |

- Крупнейшие победы: 6:0 «Реал Фарма» (11.09.2020, Харьков), 6:0 МФК «Николаев-2» (19.04.2021, Харьков).
- Крупнейшие поражения: 1:6 «Шахтёр» (1.10.2022, Львов), 0:5 «Днепр-1» (3.05.2023, Ужгород), 0:5 «Заря» (14.05.2023, Ужгород).
- Наиболее результативный матч: 5:5 «Верес» (15.04.2023, Ужгород).

## Достижения
- Вторая лига Украины
  - Победитель: 2020/21

## Стадион
Первоначально клуб планировал проводить матчи Второй лиги Украины на стадионе «Авангард» в городе Змиёв Харьковской области, а позже появилась информация о намерении выступать на харьковском стадионе «Новая Бавария». В связи с реновацией газона на стадионе «Новая Бавария» руководство клуба заявило своей главной ареной стадион «Солнечный». В марте—ноябре 2021 года домашним стадионом команды являлась главная арена Харькова — ОСК «Металлист».
Домашние матчи «Металла» против одесской «Реал Фармы» и днепровской «Перемоги» в сентябре 2020 года собрали на «Солнечном» соответственно 477 и 489 зрителей. 28 марта 2021 года команда сыграла первый матч второй части сезона против черкасского «Днепра» на стадионе «Металлист». 29 мая 2021 года на игре «Металла» против Кривбасса (3:0), которая состоялась на стадионе «Металлист», был установлен рекорд Второй лиги Украины и ПФЛ Украины в целом — 32 300 зрителей.
Команда проводила тренировки, в частности, на харьковском стадионе «Динамо-Арена».

## Состав команды
| 25 | Флаг Украины  | Вр  | Владислав Рыбак () | 2001 |  |  |  |  |  |
| 35 | Флаг Украины  | Вр  | Павел Плетнёв      | 2008 |  |  |  |  |  |
| 41 | Флаг Украины  | Вр  | Артём Шматко       | 2008 |  |  |  |  |  |
| 78 | Флаг Украины  | Вр  | Сергей Шумилов     | 2006 |  |  |  |  |  |
|    |               |     |                    |      |  |  |  |  |  |
| 2  | Флаг Украины  | Защ | Александр Мизюк    | 1995 |  |  |  |  |  |
| 14 | Флаг Украины  | Защ | Кирилл Влага       | 2006 |  |  |  |  |  |
| 17 | Флаг Украины  | Защ | Даниил Приходько   | 2006 |  |  |  |  |  |
| 20 | Флаг Украины  | Защ | Даниэль Вернаттус  | 2006 |  |  |  |  |  |
| 31 | Флаг Украины  | Защ | Богдан Порох       | 2000 |  |  |  |  |  |
| 32 | Флаг Украины  | Защ | Никита Шахмаев     | 2007 |  |  |  |  |  |
| 33 | Флаг Украины  | Защ | Егор Шерстюк       | 2008 |  |  |  |  |  |
| 40 | Флаг Украины  | Защ | Михаил Шевченко    | 2007 |  |  |  |  |  |
| 42 | Флаг Украины  | Защ | Виталий Федорив    | 1987 |  |  |  |  |  |
| 99 | Флаг Бразилии | Защ | Габриэль Гомес     | 1999 |  |  |  |  |  |
|    |               |     |                    |      |  |  |  |  |  |
| 5  | Флаг Украины  | ПЗ  | Денис Пидручный    | 2001 |  |  |  |  |  |
| 9  | Флаг Украины  | ПЗ  | Василий Луцив      | 2000 |  |  |  |  |  |

| 10 | Флаг Украины | ПЗ  | Максим Багачанский | 2002 |  |  |  |  |  |
| 11 | Флаг Украины | ПЗ  | Александр Цвиренко | 2006 |  |  |  |  |  |
| 13 | Флаг Украины | ПЗ  | Алексей Горяинов   | 2003 |  |  |  |  |  |
| 24 | Флаг Украины | ПЗ  | Пётр Луцив         | 2000 |  |  |  |  |  |
| 27 | Флаг Украины | ПЗ  | Евгений Исаенко    | 2000 |  |  |  |  |  |
| 29 | Флаг Украины | ПЗ  | Егор Абрамов       | 2006 |  |  |  |  |  |
| 30 | Флаг Украины | ПЗ  | Иван Шаповалов     | 2008 |  |  |  |  |  |
| 34 | Флаг Украины | ПЗ  | Илья Лемба         | 2007 |  |  |  |  |  |
| 38 | Флаг Украины | ПЗ  | Кирилл Палянычка   | 2007 |  |  |  |  |  |
| 39 | Флаг Украины | ПЗ  | Илья Грищенко      | 2008 |  |  |  |  |  |
| 77 | Флаг Украины | ПЗ  | Алекс Чидомере     | 2002 |  |  |  |  |  |
| 98 | Флаг Украины | ПЗ  | Максим Ориховский  | 2006 |  |  |  |  |  |
|    |              |     |                    |      |  |  |  |  |  |
| 6  | Флаг Украины | Нап | Даниил Тепляков    | 2006 |  |  |  |  |  |
| 8  | Флаг Украины | Нап | Кирилл Дигтярь     | 2007 |  |  |  |  |  |
| 19 | Флаг Украины | Нап | Даниил Кайдалов    | 2006 |  |  |  |  |  |
| 37 | Флаг Украины | Нап | Егор Красников     | 2006 |  |  |  |  |  |

## Руководство и персонал
- Первый вице-президент —  Евгений Красников
- Вице-президент —  Папа Гуйе
- Главный тренер —  Андрей Анищенко
- Тренеры —  Вадим Комардин,  Иван Панчишин,  Руслан Фомин,  Вадим Харченко
- Тренер вратарей —  Андрей Кудымов
- Начальник команды —  Евгений Покатилов

## Главные тренеры
| Период                | Главный тренер           |
| --------------------- | ------------------------ |
| 07.2020—07.2022       | Александр Кучер          |
| 14.07.2022—27.01.2023 | Олег Ратий (и. о.)       |
| 27.01.2023—08.06.2023 | Перица Огненович (и. о.) |
| 24.06.2023—н. в.      | Андрей Анищенко          |

## Президенты
| Президент             | Период    |
| --------------------- | --------- |
| Евгений Красников     | 2019—2021 |
| Александр Ярославский | 2021—2025 |

## Капитаны
| Период    | Капитан      |
| --------- | ------------ |
| 2020—2021 | Руслан Фомин |
| 2021      | Фарес Балули |

## Клубные цвета и форма
Цвета клуба
| Жёлтый | Синий |

Форма вратарей
| 1-й комплект |

| 2-й комплект |

Форма игроков
| 1-й комплект |

| 2-й комплект |

## Поставщики формы и спонсоры
| Период     | Изготовитель формы | Титульный спонсор |
| ---------- | ------------------ | ----------------- |
| 2020—2021  | Joma               | не было           |
| 2021—2024  | Joma               | DCH               |
| 2024—н. в. | Joma               | нет               |